# Más allá de la Belleza
Más allá de la belleza es un programa de televisión venezolano de farándula y entretenimiento que se transmite desde el año 2007 a las 21:00hs por el canal de televisión Venevisión Plus.

## Formato
El programa se encarga de mostrar todo lo que ocurre año a año en la preparación del Miss Venezuela y sus candidatas, soliendo iniciarse antes de la denominada "Temporada de la Belleza", aunque el formato ha variado en los años. 
En sus primeros años, entre 2007 y 2012, se encargó de mostrar la elección de la candidatas en cada estado, las preparaciones de las misses y el detrás de cámara de cada evento. El programa lo presentaba la exmiss Carolina Indriago. 
En 2013 se revelaba y resumía todo lo visto (y viceversa) del reality "Todo por la Corona", también se realizaban críticas y entrevistas con los invitados especiales. También tuvo un cambio radical de escenografía, y especialmente pasa a tener 4 presentadores quienes serían la actriz Carolina Perpetuo, el fashionista Fernando Delfino, la locutora y diseñadora de modas Michelle Denerssisian, y el humorista Guillermo Canache.
En 2014 vuelve a tener un cambio de escenografía y presentadores, quienes serían Harry Levy y la Miss Venezuela 2013, Migbelis Castellanos, el programa pasaría a tener el mismo formato anterior, solo que con la realización de entrevistas y opiniones.
Para el 29 de julio de 2015, ingresarían la periodista y animadora, Sandra Villanueva, y la Miss Venezuela Tierra 2014, Maira Alexandra Rodríguez, como nuevas presentadoras junto a Harry Levy. 
Para el 2016, la Miss Internacional 2015; Edymar Martínez es elegida como la nueva animadora, acompañada por Harry Levy y Dave Capella, sin embargo a una semana antes de iniciar la nueva temporada el animador Harry Levy anunció su renuncia quedando para el espacio los otros dos animadores ya confirmados. 
Para el 2017, ingresaría Miss Venezuela 2015, Mariam Habach; pero meses antes de iniciar las grabaciones, la misma renunció, a los pocos días fue reemplazada por la actual Miss Venezuela 2016; Keysi Sayago, quien cumplira con el rol de presentadora principal junto a Dave Capella. A su vez Diana Croce contará con una participación especial dentro del programa donde recorrerá diversos lugares exóticos y turísticos de Venezuela.
En el 2018 en las redes sociales del programa se indicó que junto a Dave Capella, se sumarán las ganadoras del Miss Venezuela 2017; Sthefany Gutiérrez, Veruska Ljubisavljević y Mariem Velazco.
En 2019, se estrenó una nueva temporada más luego que en mayo se presentó un vídeo tráiler promocional del regreso del mismo programa y por primera vez, Isabella Rodríguez, Miss Venezuela 2018, es elegida nueva presentadora junto a Dave Capella.
En 2020, por primera vez, especialmente pasa a 5 presentadores, porque 4 todas son mujeres y candidatas antiguas del Miss Venezuela 2017 y 2019, junto a Dave Capella, Yerardy Montoya es la nueva presentadora principalmente, sobre anécdotas, noticias, tras cámaras y preparativos para el Miss Venezuela 2020, y por primera vez uno totalmente diferente a todos los años anteriores de todos los certámenes anteriores del Miss Venezuela, Vanessa Coello, 2° finalista del certamen del año anterior, secundaria y al pendiente del chequeo de las candidatas del certamen del año actual, María Fernanda Francheschy, de la sección de estética y salud al cuidado de la piel, y Alessandra Sánchez, de la sección gastronómica que presenta a nuestros mejores reyes y reinas de belleza cada uno con su receta mejor invitada designada.
Para la actual temporada 2021, es presentado por las ganadoras del Miss Venezuela 2020: Mariángel Villasmil, Alejandra Conde e  Isbel Parra, junto a ellas "Miss Venezuela Universo 2021" Luiseth Materán  donde comparten los detalles de su preparación rumbo a sus concursos internacionales, además de compartir anécdotas, curiosidades, noticias y tràs camaras de los prepartivos y de las candidatas al Miss Venezuela 2021.
Es considerado uno de los programas producidos por el canal con mayor éxito, ya que por varios logró posicionarse como el primero en índice de audiencia en ese horario.

## Variantes
Al finalizar la Temporada de la belleza del Miss Venezuela, el programa continua con unos capítulos especiales titulado "Más allá de la Belleza: Grandes Historias" en cual varias exMisses relatan momentos que vivieron el certamen y como siguió su carrera profesionalmente, algunas entrevistadas han sido Maite Delgado, Mariangel Ruiz, Astrid Carolina Herrera, Norkys Batista, Stefania Fernández y Hilda Abrahamz.

## Presentadores y periodistas
| Actuales presentadores | Actuales presentadores    | Actuales presentadores | Actuales presentadores  |
| País de origen         | Nombre                    | Período                | Papel Actual            |
| ---------------------- | ------------------------- | ---------------------- | ----------------------- |
| Venezuela              | Luiseth Materán           | 2021                   | Presentadora principal  |
| Venezuela              | Mariángel Villasmil       | 2021                   | Presentadora principal  |
| Venezuela              | Alejandra Conde           | 2021                   | Presentadora principal  |
| Venezuela              | Isbel Parra               | 2021                   | Presentadora principal  |
| Antiguos presentadores |                           |                        |                         |
| País                   | Nombre                    | Período                | Papel Que Realizó       |
| Venezuela              | Dave Capella              | 2015 - 2020            | Presentador principal   |
| Venezuela              | Yerardy Montoya           | 2020                   | Presentadora principal  |
| Venezuela              | Alessandra Sánchez        | 2020                   | Presentadora secundaria |
| Venezuela              | Vanessa Coello            | 2020                   | Presentadora secundaria |
| Venezuela              | María Fernanda Franceshi  | 2020                   | Presentadora secundaria |
| Venezuela              | Isabella Rodríguez        | 2019                   | Presentadora principal  |
| Venezuela              | Sthefany Gutiérrez        | 2018                   | Presentadora principal  |
| Venezuela              | Mariem Velazco            | 2018                   | Presentadora principal  |
| Venezuela              | Veruska Ljubisavljević    | 2018                   | Presentadora principal  |
| Venezuela              | Keysi Sayago              | 2017                   | Presentadora principal  |
| Venezuela              | Diana Croce               | 2017 - 2019            | Presentadora secundaria |
| Venezuela              | Edymar Martínez           | 2016                   | Presentadora principal  |
| Venezuela              | Harry Levy                | 2014 - 2015            | Presentador principal   |
| Venezuela              | Sandra Villanueva         | 2015                   | Presentadora principal  |
| Venezuela              | Maira Alexandra Rodríguez | 2015                   | Presentadora secundaria |
| Venezuela              | Migbelis Castellanos      | 2014                   | Presentadora principal  |
| Venezuela              | Carolina Perpetuo         | 2013                   | Presentadora principal  |
| Venezuela              | Fernando Delfino          | 2013                   | Presentador principal   |
| Venezuela              | Michelle Denerssisian     | 2013                   | Presentadora principal  |
| Venezuela              | Guillermo Canache         | 2013                   | Presentador principal   |
| Venezuela              | Mariangel Ruiz            | 2012 - 2013            | Presentadora invitada   |
| Venezuela              | Cynthia Lander            | 2012                   | Presentadora principal  |
| Venezuela              | Carolina Indriago         | 2007 - 2012            | Presentadora principal  |